# NGC 6577
NGC 6577 је елиптична галаксија у сазвежђу Херкул која се налази на NGC листи објеката дубоког неба.
Деклинација објекта је + 21° 27' 50" а ректасцензија 18h 12m 1,1s. Привидна величина (магнитуда) објекта NGC 6577 износи 12,7 а фотографска магнитуда 13,7. NGC 6577 је још познат и под ознакама UGC 11148, MCG 4-43-9, CGCG 142-17, NPM1G +21.0543, PGC 61543.